# 27748 Vivianhoette
27748 Vivianhoette là một tiểu hành tinh vành đai chính với chu kỳ quỹ đạo là 1390.4418171 ngày (3.81 năm).
Nó được phát hiện ngày 9 tháng 1 năm 1991.